# Stazione di Hikawadai
La Stazione di Hikawadai (氷川台駅?, Hikawadai-eki) è una stazione della Metropolitana di Tokyo, si trova a Nerima. La stazione è servita da due linee della Tokyo Metro.

## Struttura
La stazione è dotata di due marciapiedi laterali con due binari sotterranei serventi entrambe le linee.
| 1 | Linea Yūrakuchō  | Per Kotake-mukaihara, Ikebukuro, Yūrakuchō e Shin-Kiba                                              |
| 1 | Linea Fukutoshin | Per Kotake-mukaihara, Ikebukuro, Shinjuku-sanchōme, Shibuya e, via linea Tōkyū Tōyoko, per Yokohama |
| 2 | Linea Yūrakuchō  | per Wakōshi, Shiki, Kawagoeshi e Shinrinkōen                                                        |
| 2 | Linea Fukutoshin | per Wakōshi, Shiki, Kawagoeshi e Shinrinkōen                                                        |

## Stazioni adiacenti
| «                | Servizio           | »                |
| Linea Yūrakuchō  | Linea Yūrakuchō    | Linea Yūrakuchō  |
| ---------------- | ------------------ | ---------------- |
| Heiwadai         | Locale             | Kotake-mukaihara |
| Linea Fukutoshin |                    |                  |
| Heiwadai         | Espresso pendolari | Kotake-mukaihara |
| Heiwadai         | Locale             | Kotake-mukaihara |